# Zalogovac
Zagolovac (en serbe cyrillique : Залоговац) est un village de Serbie situé dans la municipalité de Varvarin, district de Rasina. Au recensement de 2011, il comptait 737 habitants.
Zagolovac est situé à 14 km de Kruševac. Le village est mentionné depuis le XIVe siècle.

## Démographie

### Évolution historique de la population
| 1948  | 1953  | 1961  | 1971  | 1981  | 1991  | 2002 | 2011 |
| ----- | ----- | ----- | ----- | ----- | ----- | ---- | ---- |
| 1 228 | 1 253 | 1 234 | 1 170 | 1 104 | 1 024 | 881  | 737  |

|  |